# Kiss Gusztáv (tanár)
Kiss Gusztáv (Rovecsin (Morvaország), 1824. június 2. – Hódmezővásárhely, 1899. december 18.) református főgimnáziumi tanár, 1848-as honvédszázados.

## Élete
Rovecsinben született, ahol apja Kiss Beniamin református lelkész és esperes volt. A gimnáziumi tantárgyakra is apja tanította. 13 éves korában a II. retorikai osztályba vették fel Kecskeméten, ahol magyarul tanult; a bölcseleti tanfolyamra Nagykőrösre ment és magántanítással tartotta fenn magát, ösztöndíjban is részesült. A jogi és teológiai tanfolyamot ismét Kecskeméten végezte. 1845-ben két évi rektoriára ment Pestre; a népiskolai tanítás mellett jurátusnak is felesküdött. Az 1847. évi pozsonyi országgyűlésen Pest megye költségén írnok volt Kossuth Lajos követ mellett; részt vett az akkori ifjúsági mozgalmakban Pozsonyban és az országos küldöttséget Bécsbe követte. 1848 májusában az elsők közt volt, akik a Nemzeti Múzeumban a 2. honvédzászlóaljba fölvétették magukat és ettől fogva végigküzdötte a szabadságharcot, később mint a 49. honvéd zászlóalj hadnagya majd főhadnagya; júliustól Komáromban volt, augusztusban mint százados és október 3-án letette a fegyvert. 1849. októbertől nevelősködött Pest megyében két évig. 1851-ben megválasztották Halason gimnáziumi tanárnak. 1852. október 1-jén Hódmezővásárhelyt lett tanár és ott működött 36 évig; 1888-ban nyugalomba vonult. 1867 és 1890 közt a hódmezővásárhelyi honvédegylet tagja. 1899-ben érte a halál, a hódmezővásárhelyi Evangélikus temetőben helyezték örök nyugalomra, sírhelyét már felszámolták.

## Írásai
Programértekezése a hódmezővásárhelyi algimnázium Értesítőjében (1860. Phidias ifjúkora. Beulé után; ugyanott jelent meg az igazgatása alatt szerkesztett évfolyamban a gymnasium egyéves története.) Tanítványai nevére 500 forint ösztöndíjat alapítottak.